# 警犬隊 (澳門)
警犬隊，於1995年10月成立，現時隸屬於澳門特別行政區政府治安警察局特警隊，其主要责任为人群管制、搜索及拯救、追踪、侦测炸药及缉毒等，亦會因應需要与其他單位合作執行反罪恶巡逻等。

## 組織
警犬隊的規模為45名領犬員和71頭警犬。

## 犬種
警犬隊大致使用5類犬種：德國牧羊犬、瑪蓮萊犬、昆明犬、拉布拉多犬和史賓格犬，按照牠們的不同習性來分配工作。犬隻一般於兩歲開始服役，視乎個別犬隻身體狀況而定，退休年齡為8至9歲。

## 外部連結
- 澳門治安警察局 組織架構（页面存档备份，存于）
- 警犬隊概況（页面存档备份，存于）